# Ursula Richter (Soziologin)

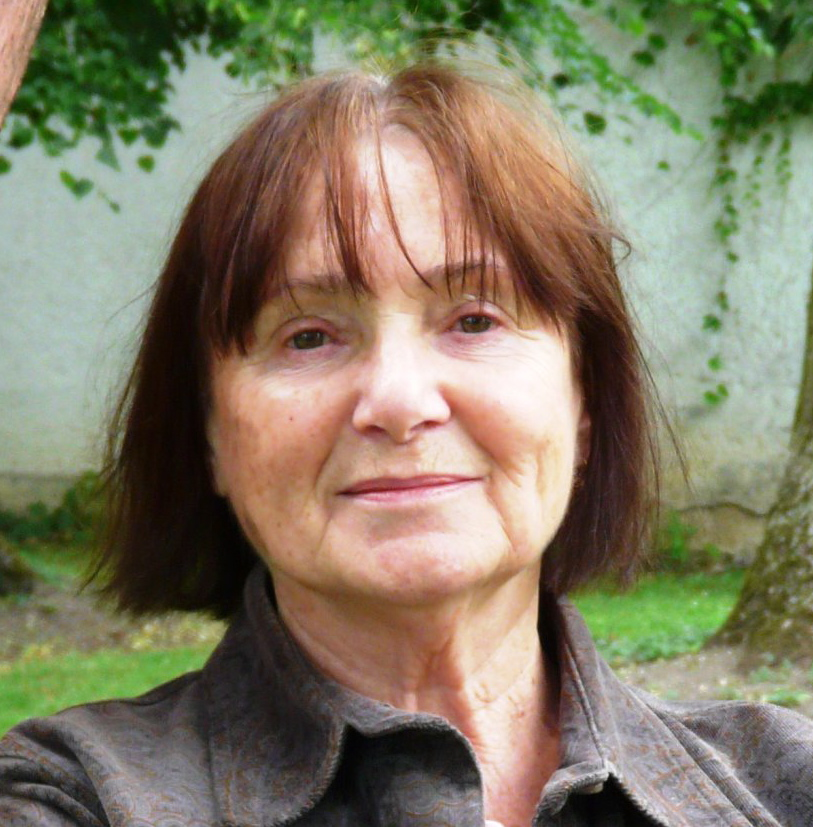
Ursula Richter, 2011

Ursula Maria Richter (* 30. Mai 1942 in Wustung, Reichsgau Sudetenland) ist eine deutsche Soziologin, die sich in ihren Büchern vor allem mit Lebensmodellen und -perspektiven von Frauen aus der Sicht der Sozialwissenschaften beschäftigt.

## Leben
Ab 1976 studierte sie Soziologie an der Ludwig-Maximilians-Universität München. Nach Abschluss des Graduiertenstudiums (Diplom-Soziologin) folgte ein Forschungsstudium an den Universitäten University of California, Santa Barbara und University of California, Los Angeles. Anschließend fand das Doktoratsstudium an der Ludwig-Maximilians-Universität München und der Universität Wien statt. 1989 promovierte sie zur Doktorin der Philosophie an der Universität Wien. Ab 1992 war Richter Lektorin am Institut für Germanistik an der Universität Miyazaki, 1998 Visiting Scholar am Centre for Women’s Studies and Gender Relations an der University of British Columbia, Vancouver. Von 1999 bis 2002 war Ursula Richter Professorin am Institut für Germanistik an der Universität Miyazaki. Seit 2003 lebt sie als freie Schriftstellerin. 2006 und 2007 folgte sie einem Ruf als Lehrbeauftragte an die Fuzhou-Universität sowie an die Fujian Agriculture and Forestry University in
Fuzhou in der Provinz Fujian, China. Sie hat drei erwachsene Kinder.

## Arbeit
Ursula Richter hat in ihrem ersten Buch Liebesbeziehungen untersucht, in denen die Frau deutlich älter ist als der Mann, und dieses Thema auf eine neue, empirisch gefestigte Grundlage gestellt. Einen jüngeren Mann lieben. Neue Beziehungschancen für Frauen erschien 1989 im Kreuz-Verlag, Stuttgart. Das Buch beruht auf Ursula Richters Dissertation im Fach Soziologie, und bereichert seit seiner Veröffentlichung insbesondere auch die populärwissenschaftliche Debatte (Besprechungen und Stories unter anderem in Der Spiegel).
Einen jüngeren Mann lieben ist ins Japanische und Koreanische übersetzt worden, wie auch sein Nachfolger aus dem Jahr 1991, in dem Ursula Richter den Stellenwert weiblicher Rache in unserer Gesellschaft untersucht: Die Rache der Frauen, Formen weiblicher Selbstbehauptung.
In ihrer Veröffentlichung, Das Lächeln der Geisha (Ehrenwirth-Verlag), beschäftigt sich die Autorin mit der modernen Lebenswirklichkeit der Geisha. Ursula Richter hat 10 Jahre an der Universität Miyazaki (Miyazaki, Japan) unterrichtet. Sie lebt inzwischen als freie Schriftstellerin in Niederbayern.

## Werke
- Einen jüngeren Mann lieben. Neue Beziehungschancen für Frauen. Kreuz Verlag, Stuttgart 1989, ISBN 3-7831-1010-6
- Wenn Frauen jüngere Männer lieben. Kösel Verlag, München 1996 ISBN 3-466-30420-2
- Wenn Frauen jüngere Männer lieben. Fischer Taschenbuch Verlag, Reihe Die Frau in der Gesellschaft, Frankfurt/Main 1999, ISBN 3-596-14124-9
- Die Rache der Frauen, Formen weiblicher Selbstbehauptung. Kreuz Verlag, Stuttgart 1991, ISBN 3-7831-1114-5
- Die Rache der Frauen, Formen weiblicher Selbstbehauptung. Wilhelm Heyne Verlag, München 1997, ISBN 3-453-11771-9
- Jüngere Männer. In: Alice Schwarzer (Hrsg.): Das neueste Emma-Buch. dtv, München 1991 ISBN 3-423-11375-8
- Was heißt hier Oma! Das Selbstverständnis der Großmütter von heute. Kreuz Verlag, Stuttgart 1994, ISBN 3-7831-1291-5
- Was heißt hier Oma!. dtv, München 1998, ISBN 3-423-36052-6
- Gedanken über Lebenswege und Rollenvorbilder. In: Hans Christian Meiser (Hrsg.): Jungbleiben. Das Geheimnis der Jugend im Alter. Fischer TB Verlag, Frankfurt/Main 1996, ISBN 3-596-12695-9
- Bräute der Nacht. Die spirituelle Erotik des alten Japan. Bastei-Verlag Gustav H. Lübbe, Bergisch Gladbach 1998, ISBN 3-404-70126-7
- mit Sakue Ogawa: Neue Chancen für die Partnerschaft. Dogakusha Verlag, Tokyo 1997
- Himiko – Sonnenkönigin und Schamanin, in: Marina Grünewald (Hrsg.): Schamaninnen, Smaragd-Verlag, Neuwied, 1999, ISBN 3-926374-78-0
- mit Sakue Ogawa: Was heißt hier Gender?. Asahi-Verlag, Tokyo 1999
- mit Sakue Ogawa: Immer wieder die Liebe. Dogakusha Verlag, Tokyo 2002
- Dr. Toshikatsu Yamamoto, Stationen eines Lebens. Verlag für Ganzheitliche Medizin Dr. Erich Wühr GmbH, Kötzting/Bayer.Wald 2003 ISBN 3-927344-65-6
- Das Lächeln der Geisha – Geheimnisse japanischer Lebenskunst. Ehrenwirth, Stuttgart, 2005 ISBN 3-431-03629-5
- Das Leben der Geisha. Die Wirklichkeit hinter der weißen Maske. Bastei-Lübbe, Bergisch Gladbach, 2007 ISBN 978-3-404-60586-6
- mit Christine Weiner: Feuerjahre. Liebe, Lust und Leidenschaft mit Forty-Something. Bastei-Lübbe, Bergisch Gladbach, 2008, ISBN 978-3-404-66419-1
- Ab Sechzig leb ich anders, als ihr denkt. Wie wir Frauen ein neues Jahrzehnt entdecken. Pendo Verlag, München und Zürich, 2008, ISBN 978-3-86612-169-0
- Frauen lieben jüngere Männer. Ein anderer Weg zum Glück. Kreuz Verlag in der Verlag Herder GmbH, Freiburg i. B., 2010, ISBN 978-3-7831-3489-6
- Ab Sechzig leb ich anders, als ihr denkt. Aus dem Leben einer erfahrenen Frau. Shaker Media, Aachen, 2011, ISBN 978-3-86858-676-3